# Miltochrista connexa
Asura connexa là một loài bướm đêm thuộc phân họ Arctiinae, họ Erebidae.